# Bloed, zweet & tranen (talentenjacht)
Bloed, zweet & tranen is een Nederlandse talentenjacht dat uitgezonden werd door SBS6. De presentatie van het programma was oorspronkelijk in handen van Tooske Ragas en Jeroen van der Boom, voor het tweede seizoen keerde alleen Van der Boom terug. Zij werden in het programma bijgestaan door een vierkoppige jury die in twee teams was verdeeld.

## Format
In het programma gingen een vierkoppige jury die verdeeld was over twee teams op zoek naar de kandidaat die potentie had de nieuwe volkszanger van Nederland te worden. De kandidaten deden auditie aan de hand van een optreden, ieder jurylid had een "Ik geloof in jou-knop". Als het jurylid vond dat de artiest die op dat moment stond te auditeren genoeg talent en potentie had drukte ze op de knop waarmee de kandidaat doorging naar de volgende ronden. Als beide jury-teams gedrukt hadden dan mocht de kandidaat kiezen in welk van de twee teams hij of zij wilde plaatsnemen.
Na de auditierondes gingen de talenten de zangstrijd met elkaar aan om de hoogste cijfers te scoren. In de finale werd de uitslag bepaald aan de hand van televoting.

## Juryleden
In het programma is een vierkoppige jury die verdeeld zijn over twee teams. Tijdens het eerste seizoen vormde André Hazes jr. en Danny de Munk het eerste team en Gerard Joling en Roxeanne Hazes het tweede team. Voor het tweede seizoen werden Joling en De Munk vervangen door nieuwe juryleden Xander de Buisonjé en Lange Frans.

## Seizoenen

### Seizoen 1 (2013)
Het eerste seizoen van de talentenjacht ging van start op vrijdagavond 29 maart 2013 en eindige op 7 juni van datzelfde jaar. Het eerste seizoen werd gewonnen door Jason Bouman. Dit deed hij door in de finale het lied Het laatste huis ten gehore te brengen. Rein Mercha werd tweede, en Samantha Steenwijk eindigde op de derde plaats.

### Seizoen 2 (2015)
In 2015 keerde het zangprogramma terug voor een tweede seizoen. Tooske Ragas keerde niet terug als presentatrice, waardoor Jeroen van der Boom de presentatie alleen verzorgde. Het tweede seizoen ging van start op vrijdagavond 2 januari 2015 en eindige op 6 maart 2015. Driekes Hoekstra wist het tweede seizoen met 52 procent van de stemmen te winnen van Jeffrey Heesen.

## Bekende artiesten
Hieronder een lijst van bekende deelnemers die hebben meegedaan of dankzij dit programma naamsbekendheid hebben gekregen.
- Yves Berendse
- Wesly Bronkhorst
- Jason Bouman
- Rob van Daal
- Henk Dissel
- Frank van Etten
- Gino Graus
- Mick Harren
- Ernest van Hartingsveldt
- Joey Hartkamp
- Jeffrey Heesen
- Jeronimo
- Wesley Klein
- Arno Kolenbrander
- Robert Leroy
- Tino Martin
- Rein Mercha
- Mike & Colin
- Mario Mulder
- Bob Offenberg
- Quincy
- Johnny Romein
- Davey van der Sluis
- Samantha Steenwijk
- Henny Thijssen
- Tamara Tol
- John West